# Диоцез Харькова-Запорожья
Епархия Харькова — Запорожья (лат. Dioecesis Kharkiviensis-Zaporizhiensis) — епархия (диоцез) Римской католической церкви с центром в Харькове (Украина). Входит в Львовскую митрополию. Харьковско-Запорожский диоцез — самая большая по площади римско-католическая епархия страны, включающая в себя территорию Харьковской, Запорожской, Днепропетровской, Донецкой, Луганской, Полтавской и Сумской областей.

## Образование диоцеза
4 мая 2002 года Римский папа Иоанн Павел II издал буллу «Ad plenius prospiciendum», которой учредил Харьковско-Запорожскую епархию, выделив её из Каменецкой и Киево-Житомирской епархий.

## Ординарии епархии
- епископ Станислав Падевский, O.F.M.[1] (4.05.2002 — 19.03.2009);
- епископ Мариан Бучек (19.03.2009 — 12.04.2014);
- епископ Станислав Широкорадюк (12.04.2014—2.02.2019).
- епископ Павло Гончарук (6.1.2020 - )

### Вспомогательные епископы
- епископ Мариан Бучек (16.07.2007 — 19.03.2009), коадъютор
- епископ Ян Собило (с 30.10.2010)

## Структура

Римско-католические епархии Украины. Харьковско-Запорожская выделена оранжевым цветом

Кафедра епископа находится в Харькове. Кафедральный собор епархии — Собор Успения Пресвятой Девы Марии. Сокафедральный собор епархии — Прокафедральный собор Бога-Отца Милосердного (Запорожье).
Диоцез подчинён Львовской митрополии. Территория епархии имеет площадь 196 300 км². Согласно данным справочника catholic-hierarchy по состоянии на 2013 год в епархии насчитывалось около 40 тысяч католиков, 63 священника и 96 монашествующих.
В административном плане диоцез поделён на 6 деканатов:
- Днепропетровский деканат
- Донецкий деканат
- Запорожский деканат
- Полтавский деканат
- Сумской деканат
- Харьковский деканат